# Саксония-Кобург
Саксония-Кобург (на немски: Herzogtum, Fürstentum Sachsen-Coburg) e ернестинско херцогство, наричано и княжество в Свещената Римска империя през 1572 – 1826 г. в днешните Бавария и Тюрингия със столица горнофранкския град Кобург.

## История
През 1572 г. с Ерфуртския договор територията на курфюрст Йохан Фридрих I († 3 март 1554) от Курфюрство Саксония от Ернестинските Ветини е разделена между синовете му. Понеже най-големият му син, херцог Йохан Фридрих II († 9 май 1595), е на доживотен затвор в Австрия неговите малолетни синове Йохан Казимир († 16 юли 1633) и Йохан Ернст († 23 октомври 1638) получават новообразуваното Княжество Саксония-Кобург с резиденция в Кобург. Княжество се състои от южни и западни тюрингски територии с градовете Айзенах, Гота и Хилдбургхаузен. През 1596 г. за Йохан Ернст е отцепено Княжеството Саксония-Айзенах.
През 1640 г. Саксония-Кобург минава чрез жребий към Саксония-Алтенбург. След множество други наследствени подялби през 1826 г. се образува двойното херцогство Саксония-Кобург и Гота.